# Высокая теория воспитания
Высо́кая тео́рия воспита́ния (аббревиатура «ВТВ», также «Великая теория воспитания») — авторский термин Бориса Стругацкого, обозначающий механизмы формирования человека светлого будущего, описанного в произведениях советских писателей братьев Стругацких. Концепция существует только в виде художественного образа и не конкретизирована самими авторами.
Концепция доверенного профессионалам воспитания новых поколений строителей коммунизма появляется в переписке А. Н. Стругацкого времён его службы в армии в начале 1950-х годов. Уже в ранних утопических произведениях, особенно «Полдень, XXII век» (1962), а также в критических выступлениях 1960—1970-х годов братья Стругацкие многократно обращались к проблемам будущей педагогики, настаивая на существовании системы интернатов — «инкубаторов» светлого будущего. Проблема конфликта поколений — прошлого и будущего как таковых — наиболее явно показана в повести «Гадкие лебеди» (1967). Само словосочетание «теория воспитания» в художественных текстах Стругацких появляется в позднем романе «Отягощённые злом» (1988), тогда как собственно термин «Высокая теория воспитания» использовался Б. Н. Стругацким в предисловии 1996 года к сборнику «Время учеников». В проводившемся в 1998—2012 годах офлайн-интервью Борис Стругацкий неоднократно использовал понятие «ВТВ».

## Предыстория. Биографический подтекст
Биограф Стругацких писатель-фантаст Ант Скаландис относил Высокую теорию воспитания к одному из высших достижений Стругацких в области социальной фантастики (наравне с Институтом экспериментальной истории, идеей прогрессорства и концепцией гомеостатического мироздания). Под ВТВ подразумевается «всепланетная система, при которой дети воспитываются вне семей профессионалами высочайшего класса», что и является «единственно правильным путём в гармоническое счастливое будущее человечества», описанное в повестях Стругацких. Однако сама по себе теория воспитания никогда не была разработана своими авторами, она была «лишь названа, как некая эффектная и якобы благородная идея». При этом А. Скаландис предполагал (не имея на этот счёт ни письменных, ни устных свидетельств), что мать Стругацких Александра Ивановна — педагог с сорокалетним стажем — не разделяла их взглядов. В переписке А. Н. Стругацкого рассуждения, что семейное воспитание — это «недопустимо случайный» процесс, появляются в 1948 году и связывались с общением с тестем, профессором МЭИ С. Ф. Шершовым. По мысли 23-летнего Аркадия Стругацкого, главная задача воспитания — «направление человека по верному пути», выявление его главных склонностей. Это возможно только в условиях, когда дети отделены от родителей и помещены в закрытые интернаты в наилучших климатических условиях, где наставники производят разделение на «гуманитариев и технарей». Такая система направлена в первую очередь на формирование интеллектуальной элиты, в меньшей степени касаясь рабочих.
Ант Скаландис резюмировал эволюцию идеи ВТВ следующим образом:

С того далёкого 1948-го и до 1984-го, когда закончена была последняя повесть АБС о будущем, их теория воспитания обрела изящество и убедительность художественного образа, стала серьёзным фактом литературы, но как теория не продвинулась ни на йоту, только ещё больше запуталась сама в себе. Например, юный Аркадий чётко называл пятилетний возраст, явно позаимствовав его из японской традиции, где именно с пяти лет детей перестают баловать, позволяя им практически всё, и начинают муштровать по жёсткой самурайской системе. В книгах АБС нигде чётко не обозначен возраст начала коллективного воспитания; конкретные персонажи, как правило, оказываются ровесниками дочерей АНа или сына БНа на момент написания, что характерно для большинства писателей, не разрабатывающих специально детскую тему; и наконец, БН уже в новейшие времена, общаясь на сайте, вдруг заявляет, что детей в придуманном ими мире забирали у родителей в возрасте одного (!) года.
Литературовед Е. А. Великанова, характеризуя Высокую теорию воспитания, утверждала, что Стругацкие провозглашали «вынужденную необходимость сиротства». Это соответствует подробностям ранней биографии братьев-соавторов. В январе 1942 года 16-летний Аркадий Стругацкий и его отец эвакуировались из блокадного Ленинграда; после кончины Натана Стругацкого в Вологде от истощения и сердечной болезни Аркадий вынужден был выживать в одиночку (проведя три месяца в госпитале), добравшись летом 1942 года до села Ташла в Оренбургской области. Александра Стругацкая из-за невозможности добираться до работы с 8-летним Борисом устроила его сначала в ведомственный детский сад, а затем и в детский дом («кормят… плохо — обкрадывают»). Вместе с детским домом А. И. Стругацкая и Борис эвакуировались из Ленинграда 4 августа 1942 года, к началу осени добравшись до Аркадия в Ташле. Старший сын был призван в армию 28 января 1943 года и далее вплоть до демобилизации в 1955 году крайне редко виделся с матерью и братом, общение с которыми шло преимущественно по переписке.

## Система образования и воспитания в фантастическом мире Стругацких
Тема воспитания, являющаяся для Стругацких одной из сквозных в их творчестве, неотделима от изображения детей и подростков. Для времени создания романа «Полдень, XXII век» доминантой в прозе авторов было ощущение наступающего светлого будущего, пропущенное через «интеллект, способный к детальному анализу заданного предмета». Именно в этом романе прозвучала тема разрушения традиционной семьи, утверждение воспитателей на месте отцов. По словам А. В. Кузнецова (Московский педагогический государственный университет), педагогические интересы Стругацких совпали с повесткой дня внутренней политики СССР. В 1950-х годах была развёрнута система школ-интернатов и появились школы для одарённых детей. Педагогическое содержание хрущёвских образовательных реформ выводилось из концепции воспитания идеальных людей будущего. Интернаты рассматривались как действенный инструмент прививки любви к общественному труду и как реальные места зарождения коммунистического общества. Эта задача считалась непосильной для родителей, и поэтому её следовало возложить на профессиональных педагогов. Магнитогорский учитель И. Пимштейн (школа № 65) по итогам личного общения с А. Стругацким вспоминал, что писатель высоко оценивал повесть Редьярда Киплинга «Сталки и компания» как предоставляющую «очень интересный взгляд „изнутри“ на привилегированную английскую школу». В интернате, описанном Киплингом, «жёсткие, порой жестокие требования к дисциплине сочетались с уважением к достоинству личности, с умением помочь молодому человеку осознать свои способности, найти свой путь, максимально реализовать возможности своей личности в мире».
Филолог В. А. Гринфельд (Санкт-Петербургский государственный университет промышленных технологий и дизайна) выделял в «Возвращении» ещё один аспект окружавшей авторов реальности шестидесятых годов: в терминологии К. Обуховского, «культуру людей-предметов заменила культура людей-субъектов», а бунт против предметной цивилизации возглавили представители молодёжи, не принявшие стандартизации, специализации, синхронизации, максимизации и иных атрибутов индустриального мира. Естественно, что изображение мира, лишённого современных проблем и антагонизмов, должно было строиться по методу инверсии, неявной реакции на окружающий мир. В. Гринфельд считал новеллу «Злоумышленники» одной из важнейших во всём произведении. Интернаты явились проекцией реальности 1950-х годов, в которой высшая и средняя школа были доступны не слишком большой части населения СССР. По мысли Стругацких, мир будущего населён думающими людьми, воспитанными в уважении к рациональному знанию, полученному научными методами. Когда Борис Стругацкий участвовал в геодезических и археологических экспедициях на Кавказе и в Средней Азии, он многократно писал своему брату о катастрофической безграмотности молодого послевоенного поколения: «Получилось, что титаническая машина общеобразовательного процесса, а тем более машина радио-газетно-телевизионной пропаганды — прокрутилась над их головами вхолостую?»
Стругацкие с самого начала отталкивались от психологии лучшей части советских людей 1950—1960-х годов, эту же позицию как принципиальную братья-соавторы высказали на встрече писателей-фантастов 1964 года в докладе «Человек нашей мечты». Стругацкие заявили, что уже в наше время происходит смещение «полюса талантливости, гениальности» («как сейчас является нормой то, что находилось на полюсе гениальности 200 лет назад») и поэтому спустя двести или триста лет большинство людей станут такими, какие ныне представляются исключительными. Авторы трактовали будущее не как результат случайного развития событий, а как слияние двух магистральных тенденций: как итог всего предыдущего восходящего развития человечества и одновременно как результат сознательного воздействия людей. Переход к обществу познания возможен только через целенаправленные усилия по воспитанию, проект системы которого охарактеризован в новелле «Злоумышленники». Ученики фантастического Аньюдинского интерната имеют большую свободу выбора занятий и предпочитают тратить досуг на изучение новейших физических теорий и химические эксперименты, активные игры или подводное плавание с аквалангом. Обучение происходит через диалог с наставником (Учителем), но упоминаются и «телевизионные уроки» по экономике и географии. Алгебра изучается вместе с учителем. Учитель — это высший авторитет, который должен выступать как специалист по всем дисциплинам, но прежде всего он занимается морально-этическим воспитанием детей. По мнению Ю. Черняховской, это отсылает к педагогическим теориям утопистов Ш. Фурье и Р. Оуэна: теоретическое обучение соединяется с прикладным в учебных мастерских. Учитель занимается с небольшим числом подростков, жизнь и нрав которых знает досконально, он в курсе того, как каждый из них проводит свободное время и какие имеет привычки. То есть он сочетает функции воспитателя и психолога. Учитель имеет доступ в комнату учеников в любое время суток, но редко этим пользуется, руководство в основном осуществляется опосредованно. Практически всегда Учитель пользуется любовью и уважением учеников, ложь ему считается тяжелейшим проступком («Лжёшь учителю — солжёшь кому угодно»; «Всё самое плохое в человеке начинается со лжи»).
В том же романе характеризуется быт и устройство Высшей школы космогации (новелла «Почти такие же»). Она включает четыре факультета: командирский, штурманский, инженерный, дистанционного управления. В школе для молодых людей обучение совместное, в программу входят спортивные занятия и тренировки на выносливость, работа с волноводным вычислителем ЛИАНТО (аналог современных занятий информатикой). Каждый поток курсантов имеет своего старосту, ответственного перед начальником факультета за дисциплину. Как и Аньюдинский интернат, здание Высшей школы космогации окружено просторным парком, в котором курсанты проводят свободное время, питаются тоже совместно. По мысли Стругацких, по мере социализации такого рода резко снижается вероятность появления индивидов, сознательно стремящихся совершить преступление против личности.
Целью Высокой теории воспитания является создание человеческой личности, для которой главной потребностью и наслаждением является творческий труд. В формулировке самого Б. Н. Стругацкого, главная задача учителя — обнаружение и развитие главного таланта ребёнка при одновременном прерывании передачи негативного жизненного опыта родителей будущим поколениям детей. Именно это является основной аргументацией в пользу передачи дела воспитания профессионалам, а не биологическим родителям. Такая система основана на принципе субъект-субъектного взаимодействия по схеме «учитель — ученик», при этом, в отличие от И. А. Ефремова, трудовая деятельность большого значения в построенной Стругацкими системе не играет. Не пытались Стругацкие решать (и даже описывать) проблему, откуда возьмётся большое количество учителей для поголовного формирования человечества будущего при практически индивидуальном обучении. В этом отношении Высокая теория воспитания осталась недоработанной.

## Цели, задачи, результаты

### Философская антропология Стругацких
Кандидат философских наук Р. Ю. Фофанов связывал генезис Высокой теории воспитания с генеральной темой социально-философской фантастики И. А. Ефремова, а именно темой возможности появления «разотчуждённого человека» (то есть максимального очеловечивания человека как биологического существа). Эта тематика в 1960-х годах и позднее была многогранно осмыслена в художественном творчестве Стругацких. Стругацкие занимались также философским осмыслением данной проблемы. На международном совещании 1962 года в редакции журнала «Техника — молодёжи» соавторы представили доклад «Человек и общество будущего», выражающий, согласно мнению Р. Ю. Фофанова и философа Н. В. Короткова, «допрогрессорский» этап мышления Стругацких. В этом докладе Стругацкие заявили, что во второй половине XX века впервые за всю историю человечества появились научно-технические и производственные условия удовлетворения материальных потребностей всего человечества. Полное изобилие сдерживается искусственно, главным образом из-за укоренившегося исторически несправедливого распределения. Несправедливость выражается в том, что наличие благ у одной части человеческого общества вызывает неприязнь другой части этого же общества. Однако самого по себе материального изобилия совершенно недостаточно для создания человека будущего. По убеждению Стругацких, человек по природе является существом, живущим, чтобы мыслить и познавать.
В докладе 1962 года Стругацкие на первый план выносили сугубо литературные задачи: с их точки зрения, научно-техническая фантастика устарела, так как фантазирование на тему организационно-технических достижений будущего даёт возможность обрисовки не более чем фона действия литературного текста. Поскольку в центре писательских задач находится создание образов главных героев, Стругацкие выделяли две крайности, к которым тяготеют авторы, создающие образы людей будущего. Во-первых, автор рискует нивелировать значение человека на фоне могучей техники; во-вторых — превратить человека в схему. Последнее, по мнению Р. Ю. Фофанова, являлось намёком на персонажей утопии И. А. Ефремова «Туманность Андромеды». В полемике с созданной Ефремовым концепцией коммунистического будущего работали сами Стругацкие, формируя собственные представления об антропологии недалёкого будущего. Н. В. Коротков утверждал, что И. А. Ефремов ставил задачу изобразить «совершеннолетнее» (в кантовском смысле) человечество, которое сознательными усилиями, в многовековом господстве коммунистического общества изживало психологические черты прошлого, в том числе инфантилизм. Эзотеризм рассматриваемой Ефремовым духовной проблематики более всего раздражал критиков, вызывая обвинения в схематизме, в том числе и со стороны Стругацких. Сами соавторы интересовались вопросами о движущих силах развития коммунистического человека, лишённого мещанских инстинктов. Если животное существование подчинено удовлетворению трёх базовых инстинктов: продления рода, самосохранения и поиска пищи, то человеческая психика определяется бескорыстным стремлением к познанию. До наступления социалистического и коммунистического общества эта способность подавлялась тяжёлыми условиями существования и социальным неустройством. Именно освобождение человечества для познания является основой для прогресса в будущем. Согласно Р. Ю. Фофанову, Стругацкие в этом на полвека опередили Ф. Фукуяму, который в 2000-е годы пересмотрел концепцию конца истории и заявил, что конец истории не наступит, пока не наступит конец научно-технического прогресса, так как в основе прогресса лежит бескорыстное стремление к познанию.
Стругацкие активно отстаивали постулат о ключевом значении духовных стимулов в развитии человечества, преодолевшего материальную нужду. По мнению Стругацких (эти тезисы они активно отстаивали даже в конце 1980-х годов), духовные объекты более разнообразны, чем материальные устремления, и потому «духовному голоду» никогда не будет грозить пресыщение, так как удовлетворение духовных потребностей «ещё более разжигает и углубляет аппетит». Именно стремление каждого человека к развитию и создание обществом условий для развития являются главными факторами, уберегающими цивилизацию от застоя и делающими возможным прогрессивное ускоренное развитие. То есть творческий труд в утопии Полдня выполняет универсальную роль. Творческий труд сам по себе является целью как общества, так и каждого отдельного человека. Свобода в этом контексте (что признавал Борис Стругацкий и в XXI веке) значима только в тех пределах, когда создаёт условия для творчества. Труд рассматривается расширительно: не как условие добывания хлеба насущного и средств потребления, а как условие и средство реализации человеческих способностей. Труд является фундаментом развития в человеке потребности в саморазвитии и познании. В этом контексте общественное развитие самозначимо, ибо труд является условием доступа к более интересным видам труда, а целью труда является создание ещё более увлекательных возможностей для развития и приложения способностей каждого человека и ещё более увлекательного труда. Труд сам по себе выступает как процесс познания, ибо человек занят исключительно в таких видах деятельности, где ожидаются и требуются новые решения и открытия. То есть это уже не стирание различий между физическим и умственным трудом (как у классиков марксизма), а исчезновение разницы между производственной и научно-познавательной деятельностью. Труд становится формой непосредственного существования личности и общества, рабочее время — это и есть сфера истинной свободы и наиболее интересная форма досуга. Трудом является любая осмысленная и творческая созидательная деятельность: от деятельности учёного и художника до труда матери по воспитанию ребёнка. Впрочем, Стругацкие не отрицали, что человек способен получать удовольствие и радость жизни не только от труда, но в их понимании радость от труда — наивысшая.

### Эволюция взглядов Стругацких на учительство
Реальный исторический опыт второй половины XX века и первых десятилетий XXI века показал, что стремление к познанию (неважно, человека-исследователя или человека труда) формируется системой образования, а тяга к созиданию — результат целенаправленных усилий человека. Материальные ценности тоже могут соответствовать признакам, выделенными в 1960-х годах Стругацкими в качестве специфических для духовных ценностей (разнообразие и невозможность насыщения). В те же годы философ-фрейдомарксист Герберт Маркузе в трактате «Одномерный человек» (1967) описал эффективность социального контроля, основанного на искусственном формировании новых и новых первичных потребностей (в терминологии А. Маслоу), что позволяет удерживать человека у основания пирамиды Маслоу, и при этом не возникает ни потребность в созидательном труде, ни в творческой активности. Стругацкие, вероятно, очень быстро пришли к тем же выводам, что и привело к нарастанию антиутопических мотивов в их утопическом моделировании, когда в повести «Далёкая Радуга» (1964) герои в условиях техногенной катастрофы вынуждены делать выбор между худшим и наихудшим решениями. В этой же повести впервые были введены образы тех людей Мира Полудня, которые не относятся к элите и не способны жить творчески. По мысли Стругацких, в мире коммунизма к творческой элите (в современном смысле слова) принадлежало абсолютное большинство, а меньшинство составляли «лишь бедолаги с „нестандартными“ талантами — гениальные обтёсыватели каменных наконечников для копий, потрясающие умельцы-палачи и пыточных дел мастера», а также лица, идеально приспособленные к задачам и процессам, которые предстоит открыть и запустить только в следующих веках.
Последовательное развитие проблематики воспитания будущих поколений Стругацкими было представлено в повести «Гадкие лебеди» (1967). В этом тексте авторы впервые открыто декларировали невозможность преобразования человечества к лучшему наличными средствами педагогики. Одним из важнейших для сюжета является мотив массового побега детей от родителей и старого мира, который им не просто опостылел, но и представляется источником смертельной угрозы. «Мокрецы» — посланники пугающего будущего — явились в мир, чтобы избавить его от скверны и самих себя путём отчуждения молодого поколения от их родителей. В сцене общения главного героя-писателя с вундеркиндами посрамлённый представитель старшего поколения впервые пугается мысли о наступивших новых временах, мысли о том, что «будущее холодно и безжалостно проникло в самое сердце настоящего и ему безразличны все заслуги прошлого — независимо от того, считались они истинными или мнимыми». В сущности, разница между воспитанными «мокрецами» вундеркиндами и их родителями сопоставима с разницей между обезьяной и человеком, но при этом было невозможно снять единство земного происхождения данных видов. Не случайно, что в следующей повести — «Малыш» (1970) — эта проблема была разрублена, как гордиев узел. Согласно критику И. Васюченко, Стругацким в 1960-е годы не удалось убедительно рассуждать о теории воспитания (не использовали они и этого термина): «Насколько естественна их (героев Стругацких) бытовая речь, настолько тусклы и выспренни отвлечённые рассуждения, словно взятые из газетной статьи на темы морали». По мнению критика, это симптом того, что персонажи Стругацких — люди действия, а область морализирования им чужда. Нравственность не есть для них великий закон бытия, а всего лишь набор прописных истин, которыми можно пренебречь, как только прикажут «интересы большого дела».

Пренебрежение к человеку, если он не боец передовых рубежей, — вот что смущает меня в книгах Стругацких.
Единственным произведением Стругацких, целиком посвящённым предназначению и сложности задач учителя, явился их последний роман «Отягощённые злом, или Сорок лет спустя» (1988). Его содержание демонстрирует трагический парадокс, к которому пришли авторы: один Учитель с большой буквы не в состоянии одной лишь силой своего знания и убеждённости направить социум к прогрессу и защитить свои достижения от искажения в будущем, но и не пытаться сделать этого он тоже не может. Разочаровались Стругацкие и в идее отказа от частной собственности и потребления как необходимом условии создания человека будущего. Это вытекало напрямую из их метода утопического моделирования, когда за основу брался человек наших дней с его эмоциями и недостатками, но наделённый энергией созидательного труда. В поздних произведениях Стругацких 1980-х годов (также «Жук в муравейнике» и «Волны гасят ветер») вводится принципиальное противопоставление концепций прогрессорства и учительства. По мнению Р. Ю. Фофанова, многие оппоненты Стругацких пытались подменить существование Высокой теории воспитания в фантастическом мире Стругацких негативно воспринимаемым прогрессорством (целенаправленным структурным изменением социума усилиями закрытых групп, использующими особый «эзотерический» язык, недоступный большинству людей). Стругацкие никогда не отказывались от раз сформулированного ими социального и антропологического идеала, не отказываясь от концепции образования как субъект-субъектного процесса. В последнем романе С. Витицкого (Б. Стругацкий) «Бессильные мира сего», изданном в 2003 году, доказывается фундаментальный тезис: «Никакими усилиями и даже сверхусилиями никаких людей и даже сверхлюдей хода истории не изменить». Общественному прогрессу мешает сама человеческая природа, Мир Полдня «нереален сейчас и будет нереален до тех пор, пока мы не научимся что-то делать с обезьяной, сидящей внутри каждого из нас: усыплять её или как-то обманывать, или заговаривать, или отвлекать».

## Критика
Школьные темы в литературном мире Стругацких вызывают множество негативных эмоций у читателей XXI века. Писательница Наталия Мамаева утверждала, что новелла «Злоумышленники» романа «Полдень, XXII век» раздражает современного читателя в том числе и потому, что чужеродна в художественной ткани стругацковской утопии. Сама по себе система интернатов активно внедрялась в Советском Союзе 1950-х годов и показала свою успешность, например, в Англии. Сомнения критика вызывает то, что школьники из Аньюдина явно происходят из благополучных семей, у них есть родители, но на всём протяжении действия ни один из них о родителях не вспоминает. «Мир их общения — это мир сверстников, старших и младших товарищей, ну и, разумеется, авторитетом для них является Учитель». Критики творчества Стругацких 1960-х годов уловили тенденцию, что писателям Стругацким не интересна личная жизнь их героев, а героям, в свою очередь, неинтересна своя личная жизнь, а интересна только работа. Это прямо вытекает из системы воспитания: «Учитель является для детей богом и с высот своей божественности управляет ими, как шахматными фигурками». При этом вместо волевого запрета педагог рискует своим здоровьем, чтобы не дать детям сбежать из интерната. Учитель Тенин, чтобы выиграть время, умело стравил подростков, показав идиллический мир утопии с изнаночной стороны. В этих сценах проявляется негативизм утопии, отказавшейся от христианской морали: «Люди не любят ни друг друга, ни самих себя». О том же писал фантаст Карен Налбандян, разбирая историю школьников из 18-й комнаты Аньюдинского интерната. Учитель, совершивший крупную ошибку — не замечавший до последней минуты подготовки учеников к побегу — вместо того, «чтоб искать какие-то другие пути — идёт по линии наименьшего сопротивления». Чтобы выиграть время и уберечь своих учеников от позора, Тенин прибегает к прямому доносу. Разбор ситуации завершается двумя риторическими вопросами: «Насколько всё это этично? Отдали ли бы вы своего ребёнка такому учителю?»
Последовательную полемику с Миром Полудня и Высокой теорией воспитания осуществлял писатель-фантаст Сергей Лукьяненко. В качестве эталонного примера Е. Ю. Иоффе (Петрозаводский государственный университет) приводила роман «Звёзды — холодные игрушки», входящий в дилогию «Звёздная тень». Сам Лукьяненко в одном из интервью прямо характеризовал описанную им систему воспитания в мире Геометров как сознательную полемику со Стругацкими. Чаще всего Лукьяненко обращался к образам школ-интернатов и детских игр из «Полдня…» и «Трудно быть богом». Во время спора с поэтом-бунтарём Никки наставник Пер напоминает ему, что слежка за детьми не позволит «малолетним сорванцам смыться из интерната на космодром» — это прямо отсылает к новелле «Злоумышленники» из повести «Полдень, XXII век». Ник Ример — Пётр Хрумов, вернувшийся на родную планету Геометров, некоторыми рецензентами сравнивался со Львом Абалкиным из повести «Жук в муравейнике». Схожи и стихотворения, написанные Абалкиным в детстве и Никки. Журналист Роман Масленников анализировал прямую инверсию Мира Полдня, предпринятую С. Лукьяненко, у которого могущественные Геометры создали механизм «регрессорства», прямо противопоставленного прогрессорству коммунистической Земли Стругацких. Геометры Лукьяненко настаивают на единственном «правильном» пути развития цивилизации, к которому приобщают остальные разумные расы, именуя это миссией Дружбы. Р. Масленников предлагал для этого следующую формулу: «Согласишься — мы тебя прогрессируем. Не согласишься — мы тебя раздавим и всё равно прогрессируем». Согласно мнению критика, «это довольно типичный подход для любой культуры, основу которой составляет не семья, а институт Наставников». Лукьяненко предложил «беспощадный и трезвый» анализ утопии Стругацких извне. Борис Стругацкий, комментируя первый роман дилогии Лукьяненко, обозначил его как «остроумную попытку» показать общество, в котором «мир по чертежам Стругацких» построил бы Антон Макаренко. Макаренко воспитывал солдат, бойцов за революцию и в этом плане ближе к Гепарду из повести «Парень из преисподней», чем к полуденным Учителям.
В диссертации Е. А. Великановой, посвящённой творчеству В. Крапивина, рассматриваются в том числе аспекты стругацковской Высокой теории воспитания. Владислав Крапивин всем своим творчеством утверждал ценность семьи и невозможность замены родных матери и отца. Впрочем, писательские позиции объединяло сомнение в праве на существование «взрослого мира, потерявшего доверие собственных детей»; Мир Полудня существенно повлиял на образ мироздания Великого Кристалла. Однако расхождение фундаментально: Стругацкие искренне полагали, что «самое страшное для ребёнка — это любвеобильные родители», тогда как у Крапивина идея, что воспитание должны осуществлять профессионалы в специальных заведениях, «не вызывала сочувствия». Писатель однажды даже поспорил по этому поводу с А. Н. Стругацким. Прямая полемика Крапивина с Высокой теорией воспитания содержится в повести «Застава на Якорном поле», вплоть до аллюзивных ситуаций и терминологии («Информаторий», «тетраткань» вместо «тетраканэтилена» и т. д.). По словам Е. Великановой, «то, что в мире Стругацких было благом, в мире Крапивина оборачивается во зло». Мир Полудня в восприятии героев Крапивина полон обмана и насилия, проистекающих прежде всего от отсутствия семейных уз.
Профессиональные педагоги обращали внимание на серьёзную травматичность для личности интернатского опыта, предлагаемого Стругацкими. Тепличных условий для подрастающего поколения не предусмотрено, каждое человеческое существо проходит через «стресс и преодоление». Дмитрий Быков в этом контексте отмечал, что «всякий класс педагога-новатора строится как секта, фундаментом которой является тезис о греховности остального мира», что обесценивает позитивные черты подобного опыта «самоупоением, тесным и тёплым дружеством избранных, презрительной враждебностью к остальному миру». При этом, по замечанию Д. Быкова, исходным тезисом педагогики Стругацких является необходимость серьёзного общественного потрясения, даже войны, для выковывания «настоящих людей». Все герои Стругацких — это сильные люди с экстремальным опытом, а «самое страшное противоречие художественной Вселенной Стругацких заключается в том, что хороших людей… формирует только война; что именно война является основным занятием этих хороших людей; что больше их взять неоткуда».